# Karl Böhm

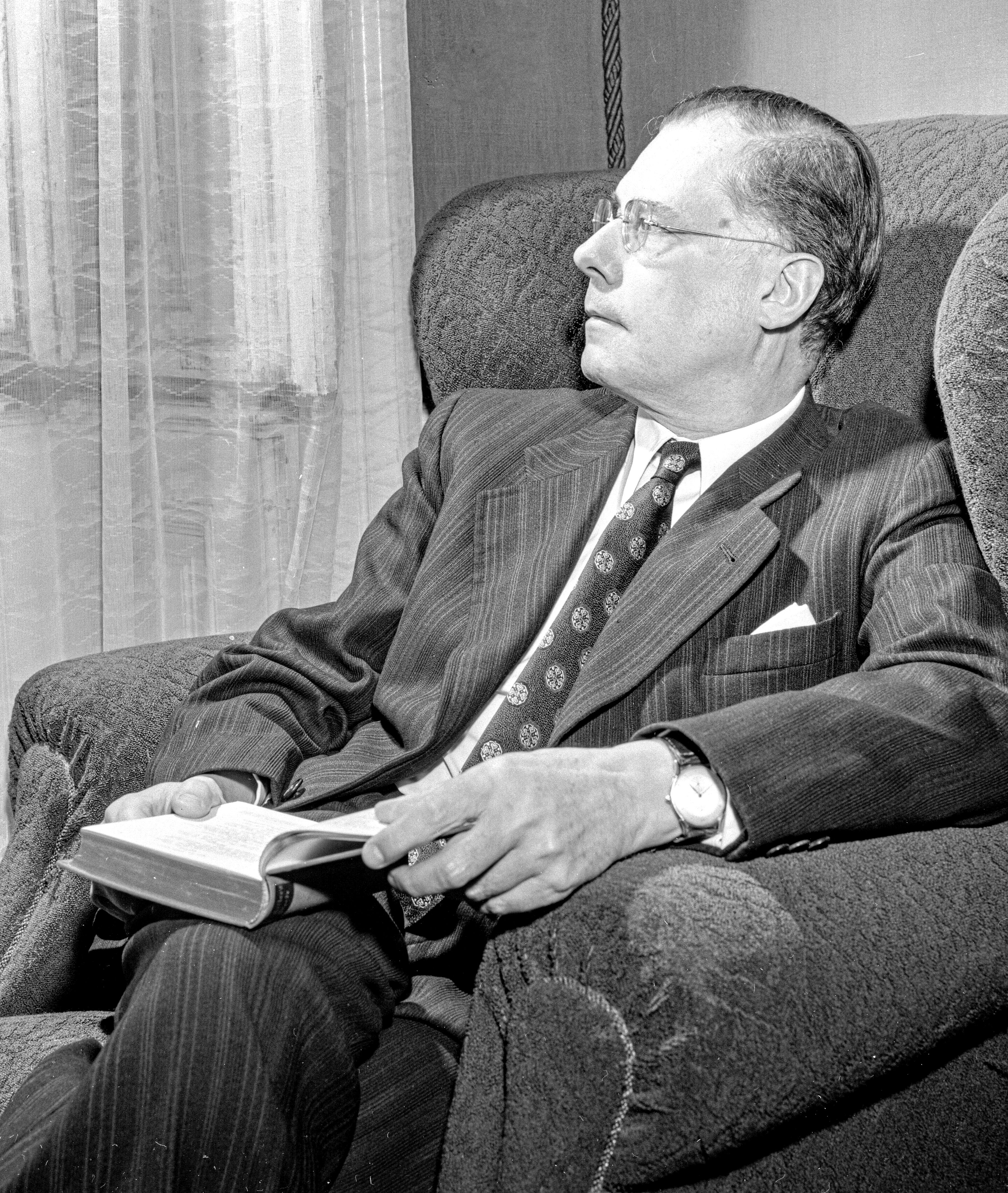
Karl Böhm

Karl Böhm (Graz, 28 augustus 1894 - Salzburg, 14 augustus 1981) was een Oostenrijks dirigent. Hij was de vader van acteur en filantroop Karlheinz Böhm.

## Levensloop
Böhm studeerde aanvankelijk rechten, omdat zijn ouders (zijn vader was een jurist) hem vroeg waarschuwden dat het moeilijk was om te leven van een beroep als musicus als je tot de "muzikale middelmaat" behoorde. Hij promoveerde tot doctor in de rechten, maar ging toch muziektheorie in Graz studeren en later aan het conservatorium in Wenen verder studeren. In zijn vroege jeugd was het zijn wens om pianist te worden, maar al gauw werd duidelijk dat hij voor het beroep van dirigent zou gaan. Hij was voornamelijk autodidact.
Zijn carrière als repetitor bij opera's begon in 1917 in zijn geboortestad Graz, en hij wordt spoedig tot dirigent benoemd. Met de steun van Bruno Walter wordt hij in 1921 naar München gehaald. In 1927 wordt hij Generalmusikdirektor in Darmstadt, een functie die hij vanaf 1931 in Hamburg waarnam.

## Karl Böhm en het nationaal socialisme
In 1934 volgt hij Fritz Busch op bij de Semperoper in Dresden, nadat deze door de Nazi-autoriteiten op een zijspoor was gezet. Hier bleef hij tot 1943 toen hij voor het eerst directeur werd van de Weense Staatsopera. In 1935 vertelde de nazi autoriteiten dat hij propagandist zou kunnen worden door concerten te geven. Later prees hij Hitler om diens diep begrip van artistieke zaken en prees hij het Nazi regime. In 1938 dirigeerde hij voor het eerste op de Salzburger Festspiele de opera Don Giovanni. Op 30 maart 1938 – kort na de Anschluß van Oostenrijk – dirigeerde Böhm in het Wiener Konzerthaus, begroette hij het publiek vrijwillig met de Hitlergroet en liet het Horst-Wessel-Lied spelen. Ook later zou hij, in tegenstelling tot Wilhelm Furtwängler die dit weigerde, altijd de nazigroet geven aan het begin van concerten en bleef zowel publiekelijk als privé een verdediger van het regime, hoewel hij zoals veel musici nooit lid werd van de partij. In 1943 werd Böhm na bemiddeling van Hitler directeur van de Wiener Staatsoper en kreeg hij met steun van Reichsleiter Baldur von Schirach de in beslag genomen Villa Regenstreif in de Sternwartestraße van Wenen. Aan het einde van de Tweede Wereldoorlog wordt hij vanwege zijn al te grote sympathie voor het naziregime door de geallieerde bezettingsautoriteiten uit dit ambt ontzet en wordt hem het optreden als dirigent verboden. Ook zijn collega Herbert Karajan onderging dezelfde procedure.

## Na de oorlog
In 1947 mag hij weer vrij optreden, hoewel in het onderzoeksrapport gezegd werd: 'Böhm was een profiteur van het Derde Rijk en schikte zich voor zijn carrière naar het systeem. Zijn succes had voordeel bij de verbanning van Joodse en politieke, gehate collega’s'. Hij wordt een tweede maal tot directeur van de Weense Staatsopera benoemd tussen 1954 en 1956. Men verweet hem echter dat hij te weinig in Wenen aanwezig was en ook omwille van verschillende protestdemonstraties tijdens uitvoeringen van Böhm moest hij zijn ambt uiteindelijk neerleggen. Zijn opvolger wordt Herbert Karajan. Toch treedt hij met dit orkest nog vaak op als dirigent, maar dan vooral in de jaren 60. In juni 1979 dirigeerde hij zijn laatste première in de Weense Staatsopera, Die Entführung aus dem Serail van Wolfgang Amadeus Mozart (regie Dieter Born, decor en kostuums Jürgn Rose; met Edita Gruberova, Horst Laubental en Rolf Boysen als Bassa Selim). In 1980 dirigeerde hij tijdens een tournee door Japan met de Staatsopera Ariadne auf Naxos van Richard Strauss, en in het voorjaar van 1981 vonden zijn laatste openbare optredens plaats, wanneer hij een reeks van opvoeringen van Le nozze di Figaro van Mozart leidt.
Böhm was bekend om zijn onverbiddelijke houding en discipline bij repetities en voor zijn scherpe, vaak sarcastische of cynische opmerkingen tegenover orkestleden. Hij stond echter zeer open voor de progessievere operaregisseurs. Hij concentreerde zich voornamelijk op de muzikale kant van de enscenering, en vermeed het om zich te bemoeien met de regie. Zo werkte hij zonder enig probleem samen met Wieland Wagner, Günther Rennert, Otto Schenk, Jean-Pierre Ponnelle, August Everding en Dieter Born. Zijn congeniale samenwerking met Wieland Wagner bij de Richard Wagner-festspiele in Bayreuth maakte hem vooral bekend als een groot Wagner-vertolker.
Karl Böhm dirigeerde talrijke grote orkesten waaronder vooral de Wiener Philharmoniker, waar hij trouwens in 1967 als eredirigent wordt benoemd, maar ook andere grote Europese en ook Amerikaanse orkesten, zoals de Metropolitan Opera in New York, en hij trad ook op in vele belangrijke muziekfestivals (o.a. Bayreuther Festspiele en vooral de Salzburger Festspiele). Bijzonder nauw was zijn samenwerking met de Wiener Philharmoniker, het orkest waarmee hij tientallen jaren samenwerkte, vele plaatopnames en ook enkele video-opnames maakte en ongeveer 450 concerten gaf. Zijn repertoire bestond voornamelijk uit werken van Duitse klassieke en romantische componisten. Hij had een grote affiniteit met de werken van Mozart, een componist die hij als revolutionair beschouwde. Hij staat dan ook bekend als een belangrijke Mozart-vertolker. Met Richard Strauss had hij tijdens zijn tijd in Dresden een nauwe vriendschappelijke band, en hij heeft ook van enkele werken van deze Duitse componist de eerste uitvoering gedirigeerd. In tegenstelling tot zijn mondaine collega Herbert Karajan, bleek hij meer met zijn geboorteland verbonden te zijn. Enkele weken voor zijn dood dirigeerde Böhm nog eenmaal de Wiener Philharmoniker bij een opname van Elektra van Richard Strauss. Hij overleed tijdens een van de repetities van deze opera in Salzburg. Karl Böhm ligt begraven op het Steinfeld Friedhof in zijn geboortestad Graz in Oostenrijk.

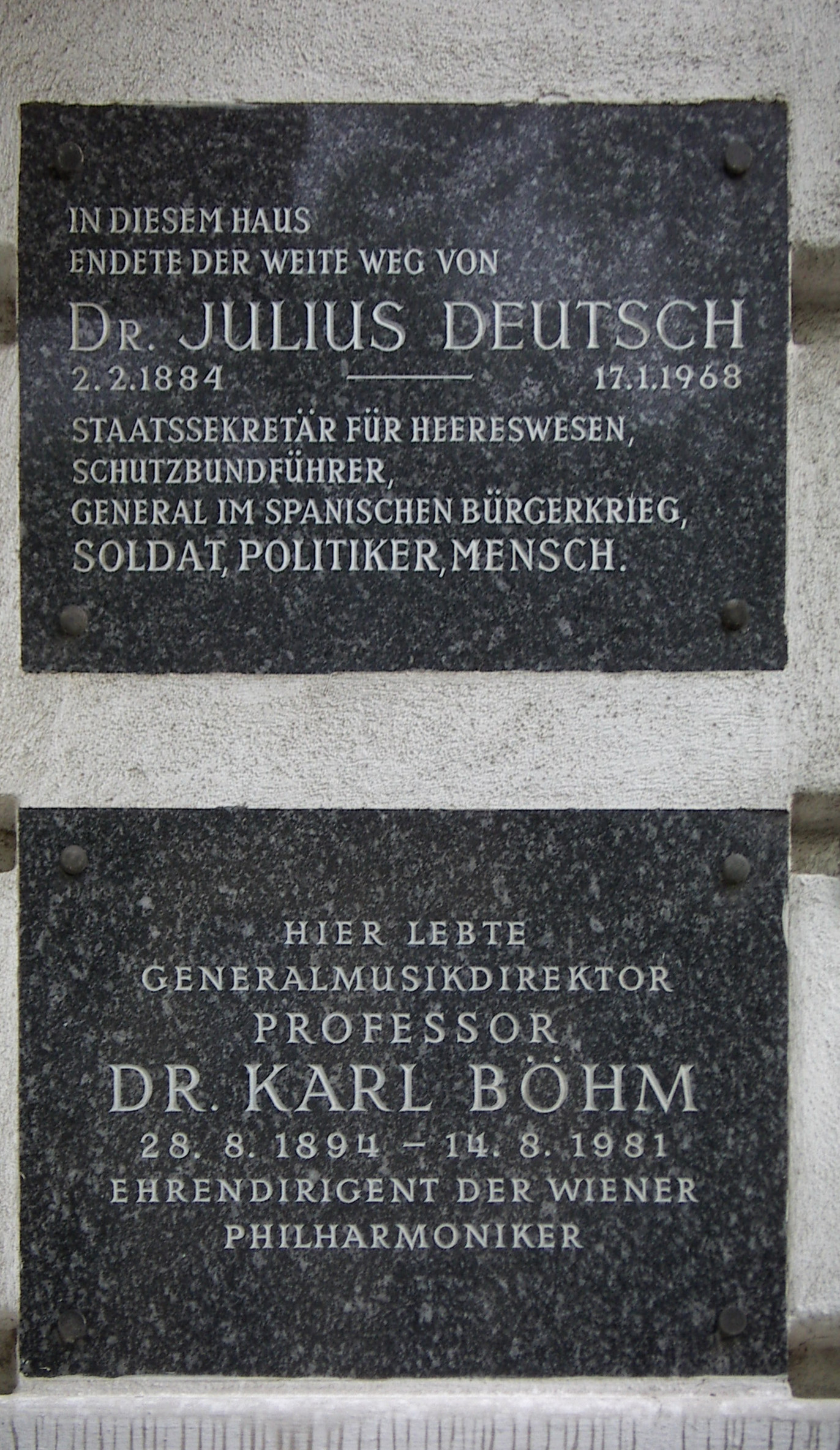
Gedenkplaat aan de Himmel-straße 41 in Wenen

Tot zijn talrijke prijzen uit zijn ongeveer 60-jarige carrière behoorden speciaal twee Grammy Awards, in de eerste plaats voor zijn uitvoering van Wozzeck van Alban Berg in 1965, een werk dat hem nauw aan het hart lag, geldend als de beste opera-opname, met Dietrich Fischer-Dieskau, Evelyn Lear en Fritz Wunderlich. Een tweede Grammy verkreeg hij in 1976: "Best Recording for Children" voor zijn versie van Sergej Prokofjevs Peter en de wolf.
In 2015 ontstond er onduidelijkheid over de naam van de Böhmzaal in het Salzburger Festspielhaus. Er is voor gekozen om de naam onveranderd te laten, maar om er wel een verklaringsbord bij de ingang te plaatsten waarin verwezen werd naar het naziverleden van Böhm.

## Video opnames van opera's
(de meeste zijn op DVD verkrijgbaar)
Nota: elk vraagteken "?" verwijst naar een onbekende hoofdrolvertolker; de rollen staan gerangschikt van hoge naar diepe stem.
- Mozart: Die Entführung aus dem Serail-Gruberová/Reri Grist/Araiza/Orth?/Martti Talvela - 1980,Munich - DG
- Mozart: Le nozze di Figaro - Grist/Watson/Mathis/Berry/Wixell - 1966, Salzburg - TDK
- Mozart: Le nozze di Figaro - Freni/Te Kanawa/Ewing/Prey/Fischer-Dieskau - 1976,Ponnelle movie-DG
- Mozart: Le nozze di Figaro - ?/?/?/Prey/? - 1980, Tokyo - Onbekend label
- Strauss-Jhn II: Die Fledermaus - Janowitz/Holm-R/Windgassen/?/Wächter - 1972, Schenk movie - Unitel
- Strauss-R: Ariadne auf Naxos - Hillebrecht/Grist/Jurinac/Thomas - 1965, Salzburg - TDK
- Strauss-R: Ariadne auf Naxos - Janowitz/Gruberová/Schmidt-T?/Kollo - 1978, Wien - Unitel
- Strauss-R: Elektra - Rysanek/Ligendza/Varnay/Beirer/Fischer-Dieskau - 1981, Friedrich movie - Decca
- Strauss-R: Salome - Stratas/Varnay/?/? - 1974, Friedrich movie - DG
- Wagner: Tristan und Isolde - Nilsson/Vickers/Rundgren - 1973, Orange - Kultur

## Audio opnames van opera's
(op CD)
Nota: elk vraagteken "?" verwijst naar een onbekende hoofdrolvertolker; de rollen staan gerangschikt van hoge naar diepe stem.
- Beethoven: Fidelio - Konetzni/Ralf/Schöffler/Alsen - 1944, live in Wenen - Andante
- Beethoven: Fidelio - Ludwig/James King/Neidlinger?/Greindl? - 1963, live in Tokyo - Legato
- Beethoven: Fidelio - Jones-G/King/Adam/Crass - 1970? - DG
- Berg: Lulu - Lear/Johnson/Grobe/Fischer-Dieskau - 1968, onvolledig - DG
- Berg: Lulu - Silja/Mödl/Kmentt/Gutstein - 1968, live in Vienna, onvolledig - Andante
- Berg: Wozzeck - Goltz/Klein/Lorenz/Berry/Dönch - 1955, live in Wenen - Andante
- Berg: Wozzeck - Lear/Stolze/Melchert/Fischer-Dieskau/Kohn - 1964 - DG
- Berg: Wozzeck - Silja/Melkert/Uhl/Evans/Kremmer - 1971, live in Salzburg - Opera d'Oro
- Einem: Der Prozess - della Casa/Lorenz - 1953, live in Salzburg - Orfeo
- Mozart: La clemenza di Tito - Varady/Berganza/Schreier - 1979? - DG
- Mozart: Così fan tutte - Danco/Simionato/?/?/?/? - 1949, live in Geneva - Onbekend label
- Mozart: Così fan tutte - Seefried/?/?/?/?/? - 1954, live in Salzburg - Orfeo
- Mozart: Così fan tutte - della Casa/Ludwig/Loose/Dermota/Kunz/Schöffler - 1955 - Decca
- Mozart: Così fan tutte - Schwarzkopf/Ludwig/?/?/?/? - 1967, live in Salzburg - Onbekend label
- Mozart: Così fan tutte - Schwarzkopf/Ludwig/Steffek/Kraus/Taddei/Berry - 1962 - EMI
- Mozart: Così fan tutte - Janowitz/Fassbaender/Grist/Schreier/Prey/Panerai - 1974, live in Salzburg - DG
- Mozart: Don Giovanni - ?/?/?/?/?/London - 1955, live in Wenen - Onbekend label
- Mozart: Don Giovanni - ?/?/?/?/?/Valdengo - 1955, live in Napels - Onbekend label
- Mozart: Don Giovanni - Nilsson/Arroyo/Grist/Schreier/Flagello/Fischer-Dieskau - 1967 - DG
- Mozart: Don Giovanni - Tomowa-Sintow/Zylis-Gara/Mathis/Schreier/Berry/Milnes - 1977, live in Salzburg - DG
- Mozart: Die Entführung aus dem Serail - Augér/Grist/Schreier/Neukirch/Moll - 1972? - DG
- Mozart: Idomeneo, rè di Creta - Varady/Mathis/Schreier/Ochman - 1970s - DG
- Mozart: Le nozze di Figaro - ?/?/?/Stabile/? - 1951, live in Napels - Onbekend label
- Mozart: Le nozze di Figaro - Streich/Jurinac/Ludwig/Berry/Schöffler - 1956 - Philips
- Mozart: Le nozze di Figaro - ?/?/?/Kunz/? - 1957, live - Onbekend label
- Mozart: Le nozze di Figaro - ?/?/?/Böhme/? - 1958 - Onbekend label
- Mozart: Le nozze di Figaro - ?/?/?/Berry/? - 1963, live in Tokyo - Onbekend label
- Mozart: Le nozze di Figaro - Mathis/Janowitz/Troyanos/Prey/Fischer-Dieskau - 1968-DG 449 728-2
- Mozart: Der Schauspieldirektor - Grist/Augér/Schreier/Moll - 1970? - DG
- Mozart: Die Zauberflöte - Güden/Lipp/Simoneau/Berry/Böhme - 1955 - Decca
- Mozart: Die Zauberflöte - Lear/Peters/Wunderlich/Fischer-Dieskau/Crass - 1964 - DG
- Rossini: Il barbiere di Siviglia - Grist?/Wunderlich/Wächter - 1966, live in Wien - Myto
- Strauss-Jhn II: Die Fledermaus - Janowitz/Holm-R/Windgassen/Kmentt/Wächter - 1972? - Decca
- Strauss-R: Arabella - Reining/della Casa/Taubmann/Hotter - 1947, live in Salzburg - DG
- Strauss-R: Ariadne auf Naxos - Reining/Noni/Seefried/Lorenz - 1944, live in Vienna - Preiser
- Strauss-R: Ariadne auf Naxos - della Casa/Güden/Seefried/Schock - 1954, live in Salzburg - DG
- Strauss-R: Ariadne auf Naxos - Ludwig/Grist/Jurinac/Thomas - 1964, live in Salzburg - Myto
- Strauss-R: Ariadne auf Naxos - Rysanek/?/?/? - 1967, live in Wien - Melodram
- Strauss-R: Ariadne auf Naxos - Hillebrecht/Grist/Troyanos/Thomas/Fischer-Dieskau/Stoss - 1969 - DG
- Strauss-R: Capriccio - Janowitz/Troyanos/Schreier/Prey/Fischer-Dieskau/Ridderbusch - 1971 - DG
- Strauss-R: Daphne - Reining/Frutschnigg/Friedrich/Dermota/Alsen - 1944 - Preiser
- Strauss-R: Daphne - Güden/Little/King/Wunderlich/Schöffler - 1964, live in Vienna - DG
- Strauss-R: Elektra - Borkh/Schech/Madeira/Uhl/Fischer-Dieskau - 1961 - DG
- Strauss-R: Elektra - Nilsson/?/?/?/? - 1965, live in Wien - SRO
- Strauss-R: Die Frau ohne Schatten - Rysanek/Goltz/Höngen/Hopf/Weber 1955, live in Wien - Orfeo
- Strauss-R: Die Frau ohne Schatten - Rysanek/Goltz/Höngen/Hopf/Schöffler - 1955 - Decca
- Strauss-R: Die Frau ohne Schatten - Rysanek/Nilsson/Hesse/King/Berry - 1977, live in Wien - DG
- Strauss-R: Der Rosenkavalier - Schech/Seefried/Streich/Böhme - 1959, DG
- Strauss-R: Der Rosenkavalier - Ludwig/Mathis/Troyanos/Adam - 1969, live in Salzburg - DG
- Strauss-R: Salome - Jones-G?/Dunn?/Cassilly/Fischer-Dieskau - 1970, live in Hamburg - DG
- Strauss-R: Salome - Rysanek?/?/Hopf?/Wächter? - 1972?, live in Wien? - Opera d'Oro
- Strauss-R: Die schweigsame Frau - Güden/Wunderlich/Prey/Hotter - 1959, live in Salzburg - DG
- Verdi: Macbeth - Ludwig/Cossutta/Milnes/Ridderbusch - 1970, live in Wien - Opera d'Oro
- Wagner: Der fliegende Holländer - Jones-G/Esser/Stewart/Ridderbusch-1971, live in Bayreuth - DG
- Wagner: Lohengrin - Watson/Ludwig/Thomas/Berry/Talvela - 1965, live in Wien - Golden Melodram
- Wagner: Die Meistersinger von Nürnberg - Seefried/Seider/Schöffler/Kunz - 1944, live in Wien - Preiser
- Wagner: Die Meistersinger von Nürnberg - Jones-G/Kmentt/Adam/Helmsley - 1968, live in Bayreuth - Golden Melodram
- Wagner: Der Ring des Nibelungen: Das Rheingold-Ilja/Burmeister/Soukupová/Windgassen/ Neidlinger/Adam - 1966, live in Bayreuth - Philips
- Wagner: Der Ring des Nibelungen: Die Walküre - Rysanek/Nilsson/Burmeister/King/Adam/Nienstedt - 1967, live in Bayreuth - Philips
- Wagner: Der Ring des Nibelungen: Siegfried - Nilsson/Wohlfahrt/Windgassen/Adam/Böhme - 1966, live in Bayreuth - Philips
- Wagner: Der Ring des Nibelungen: Götterdämmerung - Nilsson/Mödl/Windgassen/Stewart/Greindl - 1967, live in Bayreuth - Philips
- Wagner: Tannhäuser - Tebaldi/Pery/Beirer/Tagliabue/Christoff - 1950, live in Napels - Hardy
- Wagner: Tannhäuser - Rysanek/Nilsson/Lustig/Cordes/Frick - 1956, live in Napels - Melodram
- Wagner: Tristan und Isolde - Nilsson/Windgassen/Talvela - 1966, live in Bayreuth - DG
- Weber: Der Freischütz - Janowitz/King/Holm/Ridderbusch/Crass - 1972, live in Wenen - Arkadia

## Video opnames van orkestmuziek
(op DVD)
- Mozart: Late Symfonieën - Wiener Philharmoniker en Wiener Symphoniker - 1970s - DG 073 413-0 (3 DVDs)
- Mozart: Requiem - Janowitz/Ludwig/Schreier/Berry, Koor Wiener Staatsopera, Wiener Symphoniker - 1970s - DG 073 408-1

## Audio opnames van orkestmuziek
(op CD)
- Brahms: Volledige symfonieën- Wiener Philharmoniker - 1975 - DG 471 443-2 (3 CDs)
- Bruckner: Symfonie No. 8 - Wiener Philharmoniker - 1970 - DG 463 081-2
- Haydn: Die Jahreszeiten - Janowitz/Schreier/Talvela, Wiener Singverein, Wiener Symphoniker - 1960s - DG 457 713-2 (2 CDs)
- Mozart: Volledige symfonieën- Berliner Philharmoniker - 1950s and 1960s - DG 453 231-2 (10 CDs)
- Schubert: Volledige symfonieën - Berliner Philharmoniker - 1970? - DG 471 307-2 (4 CDs)
- Beethoven: Symfonie No.9 d-moll op.125- Wiener Philharmoniker- 1981 - DG 445 503-2 (DDD)(1 CD)

- Bibsys: 3047241
- Biblioteca Nacional de España: XX848212
- Bibliothèque nationale de France: cb11891909c (data)
- Catàleg d'autoritats de noms i títols de Catalunya: 981058609741706706
- CiNii: DA02002029
- Gemeinsame Normdatei: 118512528
- International Standard Name Identifier: 0000 0001 0863 5957
- Library of Congress Control Number: n81048030
- Nationale Bibliotheek van Letland: 000107692
- MusicBrainz: cdb34f45-c9d3-4f14-a79a-bc1da62455cc
- Bibliotheek van het Japanse parlement: 00433716
- Nationale Bibliotheek van Tsjechië: ola2002153465
- Nationale bibliotheek van Australië: 35909818
- Nationale Bibliotheek van Israël: 987007259228405171
- Nationale Bibliotheek van Polen: a0000002491761
- Nederlandse Thesaurus van Auteursnamen: 068309031
- Réseau des bibliothèques de Suisse occidentale: 02-A003064077
- Istituto Centrale per il Catalogo Unico: UFIV105626
- LIBRIS: 283209
- SNAC: w6kd1ww1
- Système universitaire de documentation: 026727102
- Trove: 1141746
- Virtual International Authority File: 2738761
- WorldCat: E39PBJvRQRVTmhGHVcGcKJYQMP